# باسل عباس وروان أبو رحمة
باسل عباس وروان أبو رحمة (ولد الاثنان في نفس العام 1983-) وهما ثنائي فنّي، باسل فنان ومخرج أفلام قبرصي من أصول فلسطينية، ولد في نيقوسيا ويعمل مهندس موسيقى لثلاثي الهيب هوب في رام الله التحتا، وفنان تركيب وفنان فيديو وفنان أداء. وروان فنانة ومخرجة أفلام أمريكية من أصول فلسطينية من مواليد بوسطن في الولايات المتحدة الأمريكية، ويستخدم كلاهما الصوت والصورة والنص والتركيبات والأداء في عملهما، وتنقلا بين رام الله ونيويورك في أعمالهما.

## حياتهما الفنية
بدأ عباس وأبو رحمة تعاونهما في عام2009، واعتمدا في نهجيهما للعمل الفني على أخذ عينات من المواد الأرشيفية والمواد المؤلفة ذاتياً في مجال الصوت والصورة، والنص، والأشياء والأداء ومن ثم إنشاء مادة جديدة، وصاغ كلاهما مصطلح التعدد الأرشيفي ووصفا الأرشفة بأنه أداء يمكن لأي أحد المشاركة فيه. ونشرت أعمالهم في كل من: معرض الفنون المعاصرة في فيلادلفيا ولندن، وبورتيكوس، والمتحف الفلسطيني، وكونستال واين، ومتحف الفن المعاصر، ووارسو. فأقاما ثلاثي الهيب هوب في رام الله التحتا كمشروع متلازمة رام الله الذي عرض في فلسطين في بينالي البندقية53، وشاركا كزملاء افتتاحيين في أكاديمية الفنون في العالم في مدينة كولونيا الألمانية عام 2013، وعرضا عملهم "اشهد يا نجم ساطع" في متحف الفن المعاصر في محطة قطار هامبورج كجزء من بينالي برلين الثاني عشر في عام 2022، وعرضا "قد لا يُقبّلنا فقدان الذاكرة على الفم أبداً" عام 2022، في متحف الفن الحديث في مدينة نيويورك الذي كان جزءًا من سلسلة مستمرة بدأت في عام 2020، حول الخسارة الفلسطينية، والعنف الاستعماري، والنزوح والهجرة القسرية، وحصلا على جائزة بنالي الشارقة عام 2015، وجائزة أبراج عام 2016.

## سلسلة الأعمال الفنية
- عمل فني "المنطقة" وأنشئت ب15 شاشة فيديو، وأدوات التركيب، والمطبوعات الرقمية، ومنصة إلكترونية، والمنشورات، ويُعرض منذ عام 2011، وما زال مستمراً.[8]

- عمل فني "المتمردون عرضيّاً" منذ عام 2012 وما يزال مستمراً.[9]

- عمل فني "وما زال قناعي قوي" الجزء الأول في عام 2016.[10]

- عمل فني "قد لا يُقبلنا فقدان الذاكرة على الفم أبداً" منذ عام 2022 ولا يزال مستمراً.

## المنشورات
- "المنطقة: الرغبة والكارثة في المشهد الفلسطيني المعاصر" في عام 2012، النسخة مطبوعة رقم 19.

- "التعدد الأرشيفي" في مجلة الثقافة البصرية في عام 2013.

- "قد لا يُقبلنا فقدان الذاكرة على الفم أبداً" في عام 2014، الموجود في كتاب "أنت هنا: الإنترنت بعد الحرب" للكاتب عمر خليف ، نشر دار الزاوية (224-229 ص).

- "إن كان هذا الجبل بينا يمكن أن يكون أرضاً" على مسرح51 في عام2021.[11]